# College Place
College Place is een plaats (city) in de Amerikaanse staat Washington en valt bestuurlijk gezien onder Walla Walla County.

## Demografie
Bij de volkstelling in 2000 werd het aantal inwoners vastgesteld op 7818.
In 2006 is het aantal inwoners door het United States Census Bureau geschat op 8980, een stijging van 1162 (14,9%).

## Geografie
Volgens het United States Census Bureau beslaat de plaats een oppervlakte van
6,3 km², geheel bestaande uit land. College Place ligt op ongeveer 201 m boven zeeniveau.

## Plaatsen in de nabije omgeving
De onderstaande figuur toont nabijgelegen plaatsen in een straal van 24 km rond College Place.